# Sinfonía n.º 19 (Haydn)

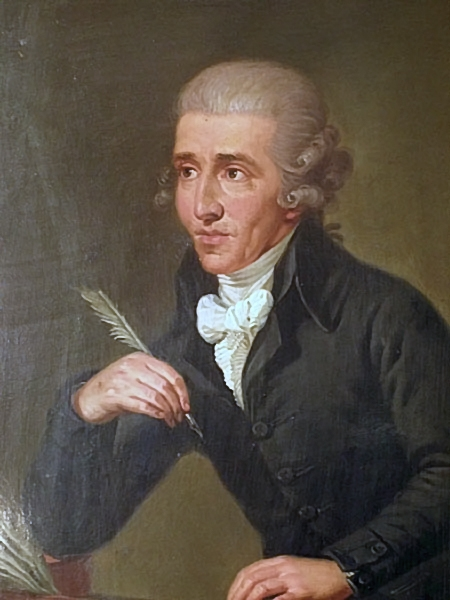
Haydn hacia 1770.

La Sinfonía n.º 19 en re mayor, Hob. I:19 fue compuesta por Joseph Haydn probablemente entre 1757 y 1761.

## Historia
La producción sinfónica del maestro austríaco puede dividirse a grandes rasgos en tres bloques temporales: el primer bloque (1757-1761) se corresponde con su periodo al servicio del conde Carl von Morzin (n.º 1 - n.º 5); el segundo bloque en la corte Esterházy (1761-1790 pero con la última sinfonía para el público de Esterházy en 1781); y el tercer bloque (1782-1795) comprende las Sinfonías de París (n.º 82 - n.º 87) y las Sinfonías de Londres (n.º 93 - n.º 104). El 1 de mayo de 1761 el compositor firmó su contrato como vice-kapellmeister (más tarde kapellmeister) de la familia Esterházy, que nominalmente duró 48 años, hasta su muerte.
La composición de esta pieza se cree que pudo desarrollarse en algún momento entre 1757 y 1761. Como ocurre con tantas obras de esta parte de la secuencia numérica de sinfonías de Haydn, la fecha de composición de esta obra es una suposición. La hipótesis de que pertenezca a la etapa con el conde Morzin puede atribuirse a su estilo de enunciación un tanto convencional y a su modesta orquestación.

## Instrumentación
La partitura está escrita para una orquesta formada por:
- Viento madera: 2 oboes y 1 fagot.
- Viento metal: 2 trompas.
- Cuerda: una sección de cuerdas con 2 violines, viola, violonchelo y contrabajo.
- Teclado: clavecín como bajo continuo.

En aquella época se solía emplear un fagot para amplificar la voz del bajo, incluso sin una notación separada. En cuanto a la participación del clavecín como bajo continuo en las sinfonías de Haydn existen diversas opiniones entre los estudiosos: James Webster se sitúa en contra; Hartmut Haenchen a favor; Jamie James en su artículo para The New York Times presenta diferentes posiciones por parte de Roy Goodman, Christopher Hogwood, H. C. Robbins Landon y James Webster. A partir de 2019 la mayor parte de las orquestas con instrumentos modernos no utiliza el clavecín como continuo. No obstante, existen grabaciones con clavecín en el bajo continuo realizadas por: Trevor Pinnock (Sturm und Drang Symphonies, Archiv, 1989-1990); Nikolaus Harnoncourt (n.º 6–8, Das Alte Werk, 1990); Sigiswald Kuijken (incluidas las Sinfonías de París y Londres; Virgin, 1988-1995); Roy Goodman (Ej. n.º 1-25, 70-78, 82-87; Hyperion, 2002).

## Estructura y análisis
La sinfonía consta de tres movimientos:
- I. Allegro molto, en re mayor 3
4
- II. Andante, en re menor 2
4
- III. Presto, en re mayor 3
8

La interpretación de esta obra dura aproximadamente entre 10 y 15 minutos. Se trata de una obra homotonal. Además, en sus dos movimientos exteriores en ritmo ternario, que enmarcan un movimiento lento en modo menor, se sugiere el estilo de la obertura italiana. Ello indica la temprana relación de la sinfonía con los modelos a partir de los cuales evolucionó. No obstante, hay algunos toques de procedimientos novedosos que convierten la obra en un rompecabezas.

### I.Allegro molto
El primer movimiento, Allegro molto, está escrito en la tonalidad de re mayor, en compás de 3/4 y sigue la forma sonata. Gira en torno a un tema construido sobre una tríada arpegiada que se combina con varios motivos contrastantes. Las trompas marcan el progreso de las cuerdas en el despliegue del diseño de la sonata; sin embargo, es una mera figura de trémolo la que aparece en una transición que domina el desarrollo.

### II.Andante
El segundo movimiento, Andante, está en re menor y en compás de 2/4. Es un galope en la tónica menor y es, a pesar de ello, curiosamente soleado.

### III.Presto
El tercer y último movimiento, Presto, retoma la tonalidad inicial, el compás es 3/8 y sigue la forma sonata. El alegre Finale contiene otro toque novedoso. En la recapitulación reaparece el tema principal en tonalidad mayor y, viceversa, el segundo tema en tonalidad menor. Si se trata realmente de una obra del periodo de Morzin, parece que Haydn estaba ansioso por empezar, extrañamente anticipando un futuro periodo de mayor libertad creativa.